# Kalifornien-Großaugenkrake
Der Kalifornien-Großaugenkrake (Octopus californicus) ist ein großer Kopffüßer aus der Gattung der Oktopusse. Er lebt im Pazifischen Ozean.

## Merkmale

### Anatomie
Octopus californicus besitzt einen muskulösen Körper und erreicht eine Mantellänge von bis zu 14 Zentimetern. Die durchschnittliche Gesamtlänge beträgt 38 Zentimeter.
Die Arme werden bis zu 30 Zentimeter  lang. Sie sind in der Regel 2,5 bis 3,5 mal so lang wie der Mantel. Die äußeren Gliedmaßen erreichen nur die halbe Länge der Inneren. Ausgewachsene Exemplare bilden an jedem normalen Tentakel zwischen 120 und 160 Saugnäpfe, die in zwei Reihen angeordnet sind. Bei geschlechtsreifen Männchen sind an jedem Arm 8-10 Saugnäpfe vergrößert, beginnend ab dem vierzehnten proximalen Saugnapf. Bei männlichen Exemplaren bildet der dritte rechte Arm den Hectocotylus. Er erreicht zwischen 70 und 81 % der Länge eines normalen Armes und hat 46-53 Saugnäpfe. An der Spitze befindet sich eine große konische Ligula, die 10-22 % der Armlänge erreichen kann. Der Calamus ist winzig mit rund 2-6 % der Ligula-Länge. Die Velarhaut ist gut ausgebildet und erreicht bis zu 30 % der Armlänge. Am tiefsten reicht sie zwischen den lateralen Armen. Zwischen dem dorsalen und ventralen Paar ist sie am geringsten ausgebildet. Die Ränder der Velarhaut sind entlang der Bauchseite bis zu den Tentakelenden erweitert.
Die Kiemen besitzen 12-13 Lamellen pro Demibranch. Das Trichterorgan hat ein VV-förmiges Aussehen. Die Radula besteht aus neun Elementen, sieben Zahnreihen und marginalen Platten. Der Ösophagus weist eine Schwellung auf, besitzt aber keinen deutlich hervortretenden Kropf. Ein Tintensack und anale Klappen sind vorhanden. Die Art besitzt für Oktopusse verhältnismäßig große Augen.

### Aussehen und Tarnung
Die Rückseite des Kalifornien-Großaugenkraken ist von gleichmäßig orange-brauner Farbe. Die ventralen Oberflächen des Mantels, des Kopfs und der Arme weisen eine blassere Farbe auf. Die Augenlider haben eine goldene Farbe, oft mit grünen Iridophoren Glanz. Falsch-Augenflecken (Ocellen) sind bei dieser Art nicht vorhanden.
Die Haut ist mit dicht aneinanderliegenden, sternförmigen Flecken übersät, auf denen jeweils ein erhöhtes, warzenförmiges Gebilde, eine sogenannte Papille, wächst. Über jedem Auge befindet sich eine große unverzweigte Papille.
Wie alle Echten Kraken kann Octopus californicus sein Aussehen der Umgebung anpassen. Diese Tarnung ist eine Kombination aus verschiedenen Chromatophoren und einer Veränderung der Hauttextur.

## Lebensraum
Der Kalifornien-Großaugenkrake lebt im nordwestlichen Pazifik. Sein Lebensraum erstreckt sich vom Golf von Alaska bis zum mexikanischen Bundesstaat Baja California. Seltener tritt diese Art außerdem im Ochotskischen Meer und im japanischen Meer auf.
Octopus californicus bewohnt Sand- und Schlammhabitate kühler Gewässer in Tiefen zwischen 100 und 900 Meter unter dem Meeresspiegel. Diese Art kommt unter anderem in dem hypoxischen Santa Barbara-Becken vor, wo sie imstande ist ihren Sauerstoffverbrauch bis zur Grenze von nachweisbaren Sauerstoff-Partialdruck herunter zu regulieren.

## Fortpflanzung
Die Spermatophoren haben eine mittlere Größe und erreichen 70-80 % der Mantellänge. Die länglichen Eier sind mit 17 Millimeter Länge verhältnismäßig groß. Ein Weibchen legt davon 100-500 Stück, die in Clustern angeordnet an einer harten Oberfläche angebracht werden. Die daraus schlüpfenden Jungen sind benthisch, also bodenlebend.